# Meda (rivier)
De Meda is een rivier in de regio Kimberley in West-Australië.

## Geschiedenis
Ten tijde van de Europese kolonisatie leefden de Ongkarango en Warwa Aborigines langs de Meda.
De Meda werd tijdens een private expeditie in 1881 door een van de pioniers in de Kimberley, George Julius Brockman, benoemd. Hij vernoemde de rivier naar het verkenningsschip HMS Meda, dat in 1880 onder leiding van W.E. Archdeacon voor hydrografische studies in de monding van de rivier lag.

## Geografie
De Meda ontstaat waar de rivier de Lennard in twee armen splitst, net ten noorden van Mount Marmion. De andere rivierarm heet de May. De Meda stroomt in noordwestelijke richting verder tot ze ten noordoosten van Derby in Stokes Bay in de King Sound uitmondt.
De rivier wordt door onder meer onderstaande waterlopen gevoed:
- May River (41m)
- Lennard River (41m)
- Hawkstone Creek (36m)

## Hydrografie
De rivieren May en Meda staan volgens onderzoek gepubliceerd in 2016 op enkele plaatsen met elkaar in verbinding, onder meer via aquifers.